# Asediul de la Port Arthur
Asediul de la Port Arthur (în japoneză 旅順攻囲戦, Ryojun Kōisen), 1 august 1904 – 2 ianuarie 1905, portul de apă adâncă, bază navală a Rusiei la extremitatea Peninsulei Liaodong din Manciuria, a fost cea mai îndelungată și mai violentă bătălie terestră a Războiului Ruso-Japonez.
Port Arthur era considerat unul dintre cele mai bine fortificate posturi din lume la acea vreme. În timpul Primului Război Chino-Japonez, însă, generalul Nogi Maresuke cucerise orașul din mâinile forțelor Chinei dinastiei Qing în doar câteva zile. Ușurința acestei victorii în acel conflict, precum și încrederea exagerată a ofițerilor japonezi în capacitatea Japoniei de a cuceri fortificațiile rusești, au dus la o campanie de durată, cu pierderi mult mai mari decât se aștepta.

## Contextul
Una din cauzele principale ale Războiului Ruso-Japonez a fost faptul că Port Arthur a fost închiriat Rusiei de slabul guvern Qing al Chinei, după Tripla Intervenție (Rusia, Franța și Germania) cu doar trei zile înainte de tratatul de la Shimonoseki. Tratatul a confirmat hegemonia Japoniei în această regiune pe care o cucerise în Primul Război Chino-Japonez. Fiind unicul port cu apă neînghețată al Rusiei în Orientul Îndepărtat, controlul acestui teritoriu era de importanță strategică vitală pentru planurile Rusiei de a-și extinde imperiul în Asia.
Armata rusă cantonată în Port Arthur condusă de general-maior baron Anatoli Stessel consta din aproape 50.000 de oameni și era dotată cu 506 tunuri (inclusiv echipajele navelor rusești din port). Ei aveau și opțiunea aducerii tunurilor de pe vase și utilizarea lor în apărarea terestră. Populația totală a orașului Port Arthur era atunci de 87.000 de persoane, ceea ce însemna că o mare parte din populație o constituiau combatanții.
Printre îmbunătățirile aduse de ruși fortificațiilor de la Port Arthur se numărau o așezare multi-perimetru cu linii de foc suprapuse care profita la maximum de topografie. Multe dintre redute și fortificații erau neterminate, resursele necesare fiind fie restrânse, fie deviate spre fortificațiile de la Dalian, aflat în peninsula Liaodong mai spre nord.
Perimetrul defensiv exterior de la Port Arthur consta dintr-o linie de dealuri, cum ar fi Hsiaokushan și Takushan lângă râul Ta-ho înspre est, și Namakoyama, Akasakayama, Dealul de 174 Metri, Dealul de 203 Metri și Dealul Fals înspre vest. Toate acestea erau puternic fortificate. La aproximativ 1,5 km în spatele acestei linii se afla zidul chinezesc de piatră care înconjura orașul vechi Lushun de la sud la râul Lun-ho aflat în nord-vest. Rușii continuaseră linia zidului chinezesc spre vest și spre sud, închizând zona limanului portului și noul oraș Port Arthur între forturi de beton, mitraliere și tranșee.
Generalul Stessel s-a retras în Port Arthur la 30 iulie 1904. Împotriva rușilor se afla armata a treia japoneză, de aproximativ 90.000 de oameni, susținută de 474 de tunuri, aflată sub comanda baronului general Nogi Maresuke.

## Bătăliile

### Bătălia de la Dealurile Orfane
Bombardarea orașului Port Arthur a început la 7 august 1904 cu două tunuri terestre de 120 mm și a continuat cu intermitențe până la 19 august 1904. Flota japoneză a participat și ea la bombardarea liniei țărmului, în timp ce în nord-est armata se pregătea să atace cele două dealuri semiizolate mai îndepărtate de perimetrul defensiv: dealul Takushan (Dealul Orfan Mare, (180 m) și Hsuaokushan (Dealul Orfan Mic). Aceste dealuri nu erau bine fortificate, dar aveau pante abrupte și se aflau chiar lângă râul Ta, stăvilit de ruși pentru a constitui un obstacol mai dificil. Dealurile ofereau vizibilitate de peste un kilometru de câmpie până la liniile japoneze, și deci era esențial pentru japonezi să le cucerească pentru a încercui complet Port Arthur.
După un tir susținut de artilerie între orele 04:30 dimineața 19:30 seara, generalul Nogi a lansat un asalt frontal de infanterie, care a fost însă împiedicat de ploaia torențială, vizibilitatea slabă și nori denși de fum. Japonezii au reușit să avanseze doar până la poalele dealurilor, mulți soldați înecându-se în râul Ta. Chiar și atacurile nocturne s-au soldat cu numere neașteptat de mari de morți, întrucât rușii foloseau reflectoare puternice pentru a-i expune pe atacatori focului încrucișat de artilerie și mitraliere.
Neînduplecat, Nogi a redeschis bombardamentul de artilerie a doua zi, la 8 august 1904, dar asaltul său a fost iarăși oprit, de această dată de focul flotei rusești condusă de crucișătorul Novik. Nogi a comandat oamenilor săi să continue indiferent de pierderi. În ciuda unor confuzii în rândul liniilor rusești, soldate cu abandonarea postului de către unele unități, mulți soldați ruși s-au luptat cu îndârjire, iar japonezii au reușit să cucerească pozițiile rusești doar cu ajutorul superiorității numerice. Takushan a fost capturat la orele 20:00, Hsiaokushan a doua zi dimineață, la 9 august 1904.
Cucerirea acestor dealuri i-a costat pe japonezi moartea și rănirea a 1280 de oameni. Armata japoneză s-a plâns marinei de ușurința cu care rușii au beneficiat de suport naval, iar marina a adus o baterie de tunuri cu proiectile de 5 kg, cu rază de acțiune suficient de mare pentru a se asigura că nu se va mai repeta tirul naval rusesc.
Pierderea celor două dealuri l-a făcut pe țarul Nicolae al II-lea să se gândească la siguranța flotei rusești a Pacificului asediată la Port Arthur, și a trimis imediat ordin amiralului Wilgelm Vitgeft, comandantul flotei după moartea amiralului Stepan Makarov, să se deplaseze la Vladivostok. Vitgeft a urcat pe vas la 08:30 în ziua de 10 august 1904 și i-a atacat pe japonezii conduși de amiralul Togo Heihachiro în ceea ce avea să fie cunoscut ca bătălia Mării Galbene.
La 11 august 1904, japonezii au trimis o propunere de armistițiu, pentru ca rușii să permită necombatanților să plece cu garanția siguranței. Oferta a fost respinsă, dar observatorii militari străini au decis să plece la 14 august 1904.

### Bătălia de la Dealul de 174 Metri
La amiaza zilei de 13 august 1904, generalul Nogi a lansat un balon de recunoaștere de pe Dealurile Wolf, pe care rușii nu au reușit să-l doboare. Nogi a fost foarte surprins de lipsa de coordonare a eforturilor artileriei rusești, și a hotărât să lanseze un asalt direct frontal de-a lungul văii Wantai care, dacă ar fi reușit, ar fi adus forțele japoneze direct în inima orașului. Date fiind numărul mare de victime din asaltul anterior și lipsa artileriei grele, decizia a dus la controverse în rândul personalului său; Nogi, însă, primise la rândul său ordine să cucerească Port Arthur cât mai rapid cu putință.
După ce a trimis un mesaj garnizoanei de la Port Arthur prin care cerea capitularea (refuzată imediat), japonezii au început asaltul în zorii zilei de 19 august 1904. Forța principală a fost îndreptată spre Dealul de 174 de Metri, cu atacuri diversioniste și pe flanc de-a lungul liniei de la Fort Sung-shu la bateria Chi-Kuan. Pozițiile rusești defensive de pe Dealul de 174 de Metri erau ocupate de Regimentele Est-Siberiene al V-lea și al XIII-lea, întărite cu marinari și aflate sub comanda colonelului Tretiakov, veteran al bătăliei de la Nanshan.
Ca și la bătălia de la Nanshan, Tretiakov, deși i-a fost depășită prima linie de tranșee, a refuzat cu tenacitate să se retragă și a păstrat controlul asupra Dealului de 174 de Metri în ciuda numeroaselor pierderi umane. A doua zi, pe 20 august 1904, Tretiakov a cerut întăriri dar, ca și la Nanshan, nu a primit. Cu peste jumătate din oameni morți sau răniți și cu structura de comandă în plină dezintegrare din cauza retragerii confuze în grupuri, Tretiakov nu a avut de ales și s-a retras, iar Dealul de 174 de Metri a fost cucerit de japonezi. Asaltul de la Dealul de 174 de Metri a costat armata japoneză circa 1.800 de oameni morți sau răniți, iar pe ruși peste 1.000.
Asalturile din celelalte zone ale liniilor rusești s-au soldat și ele cu pierderi mari pentru japonezi, dar fără rezultat și fără câștig. Când Nogi a oprit în sfârșit tentativa de a penetra prin valea Wantai la 24 august 1904, el cucerise doar Dealul de 174 de Metri și dealurile Pan-lung de Est și de Vest, care l-au costat pierderea a peste 16.000 de oameni. Toate celelalte poziții fiind rămase sub control rusesc, Nogi a hotărât să abandoneze asalturile frontale în favoarea unui asediu.
La 25 august 1904, ziua de după eșecul ultimului asalt al lui Nogi, mareșalul Ōyama Iwao i-a atacat pe rușii conduși de generalul Alexei Kuropatkin în bătălia de la Liaoyang.

### Asediul
După nereușita tentativelor de a penetra fortificațiile de la Port Arthur prin asalturi directe, Nogi a ordonat săpătorilor să construiască tranșee și tuneluri pe sub forturile rusești cu scopul de a detona mine care să dărâme zidurile. Nogi a primit și întăriri, artilerie suplimentară și 16.000 de soldați din Japonia, care au compensat parțial pierderile suferite în primele asalturi. Principalul eveniment, însă, a fost sosirea primei baterii de obuziere de asediu de 280 mm în locul celor pierdute în dezastrul Hitachi-Maru. Aceste obuziere masive puteau arunca un obuz de 227 de kilograme la 9 kilometri distanță, Nogi având astfel puterea de foc necesară pentru a încerca în mod serios cucerirea fortificațiilor rusești. Uriașele obuze erau poreclite „trenuri uruitoare” de către ruși (din cauza zgomotului pe care-l făceau înainte de impact), și în timpul asediului, s-au tras peste 35.000 de astfel de proiectile. Obuzierele Krupp fuseseră inițial instalate în bateriile de țărm din forturile din zona golfului Tokyo și a golfului Osaka, fiind construite pentru a lovi nave.
În timp ce japonezii începeau săpăturile, generalul Stessel a continuat să-și petreacă timpul scriind scrisori țarului în care se plângea de lipsa de cooperare a ofițerilor de marină. În garnizoana din Port Arthur au izbucnit focare de scorbut și dizenterie din cauza lipsei de hrană proaspătă.
Nogi și-a îndreptat apoi atenția spre redutele Templului și Castelului de Apă (reduta Erhlung) din est, și spre Dealul de 203 Metri și Dealul Namakoyama spre vest. În acest moment, nici Nogi nici Stessel nu păreau să fi realizat importanța strategică a Dealului de 203 Metri: capturat de japonezi, datorită liniei de vizibilitate directă spre port, le-ar fi permis să controleze limanul și să tragă asupra flotei rusești de acolo. Lui Nogi i s-a atras atenția asupra acestui fapt abia când a fost vizitat de generalul Kodama Gentaro, care a realizat imediat că dealul era cheia întregii apărări rusești.
La mijlocul lui septembrie, japonezii săpaseră peste opt kilometri de tranșee și se aflau la 70 de metri de reduta Castelul de Apă, pe care au atacat-o și au capturat-o la 19 septembrie 1904. După aceea, ei au cucerit și reduta Templului, în vreme ce o altă forță ofensivă a fost trimisă spre Namakoyama și spre Dealul de 203 Metri. Primul a fost cucerit în aceeași zi, dar la Dealul de 203 Metri, apărătorii ruși au tăiat coloanele dense de atacatori cu mitralierele și salvele de tun. Atacul a eșuat și japonezii au fost forțați să se retragă, lăsând pământul acoperit cu morți și răniți. Bătălia pentru Dealul de 203 Metri a continuat alte câteva zile, japonezii câștigând teren în fiecare zi, doar pentru a fi împinși înapoi de contraatacurile rușilor. Când generalul Nogi a abandonat această tentativă, el pierduse deja peste 3.500 de oameni. Rușii s-au folosit de acest respiro pentru a începe întărirea fortificațiilor de pe Dealul de 203 Metri, în vreme ce Nogi a demarat un bombardament prelungit de artilerie asupra orașului și a acelor părți ale limanului aflate în raza de acțiune a tunurilor.
Nogi a mai încercat un asalt în masă asupra Dealului de 203 Metri la 29 octombrie 1904, care, dacă ar fi reușit, urma să fie un cadou de ziua Împăratului Meiji. În afară de cucerirea unor fortificații minore, atacul a eșuat după șase zile de luptă corp la corp, Nogi pierzând încă 124 de ofițeri și 3611 soldați.
Instalarea iernii nu a dus la slăbirea intensității bătăliei. Nogi a mai primit întăriri din Japonia, inclusiv încă 18 obuziere Krupp de 280 mm, care au fost trase de pe calea ferată de echipe de câte 800 de soldați de-a lungul unei căi ferate cu ecartament mic lungă de 13 km construită pentru acest scop. Aceste obuziere s-au adăugat celor alte 450 de tunuri deja instalate. O inovație a campaniei a fost centralizarea controlului focului la japonezi, bateriile de artilerie fiind conectate de cartierul general prin linii telefonice extinse.
Acum conștient de faptul că flota rusească a Mării Baltice este pe drum, japonezii au înțeles necesitatea distrugerii vaselor rusești încă funcționale aflate deja la Port Arthur. A devenit esențială capturarea fără întârziere a Dealului de 203 Metri, și au început să apară presiuni politice în vederea înlocuirii lui Nogi.

### Bătălia de la Dealul de 203 Metri

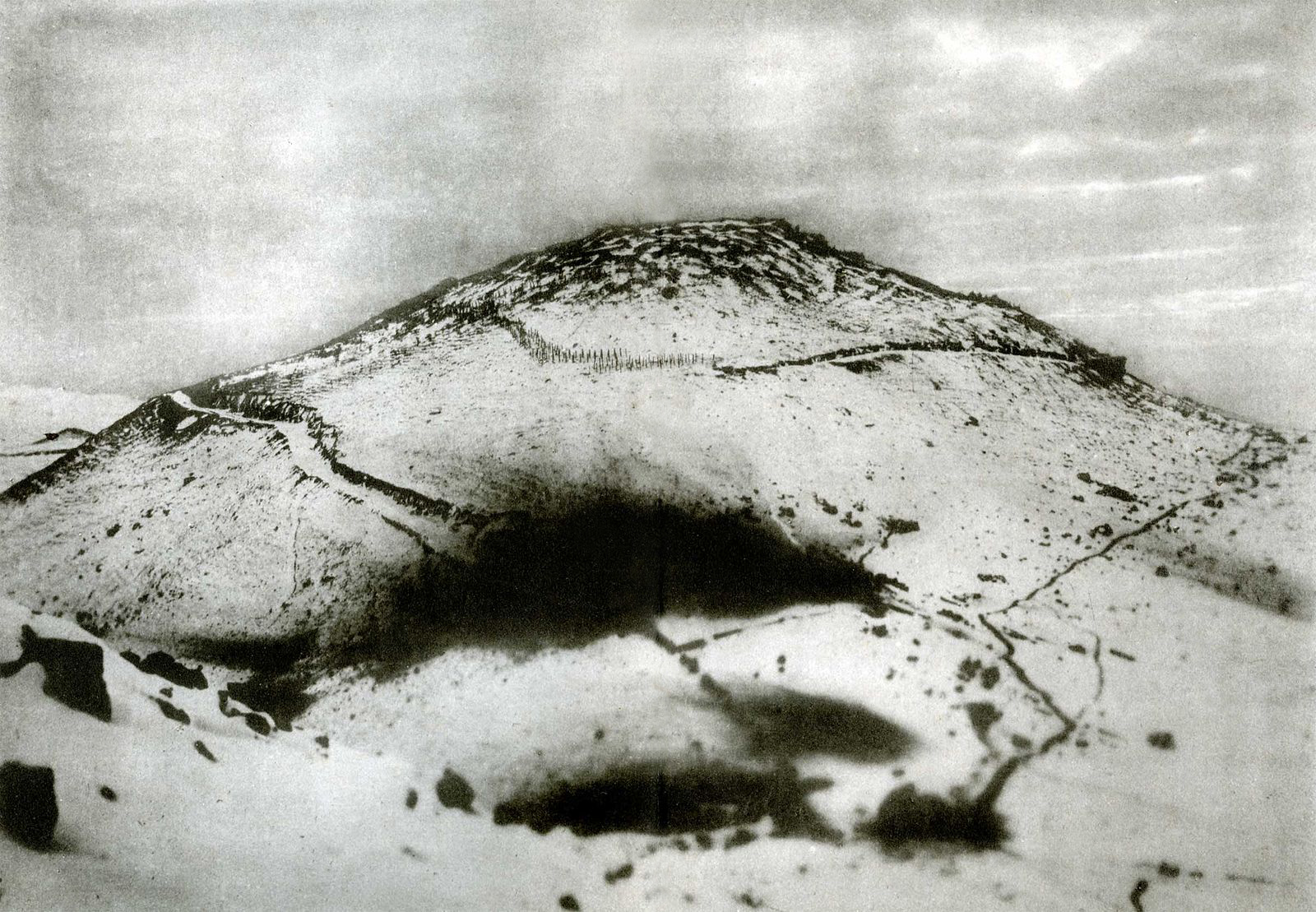
Dealul de 203 Metri, 14 decembrie 1904

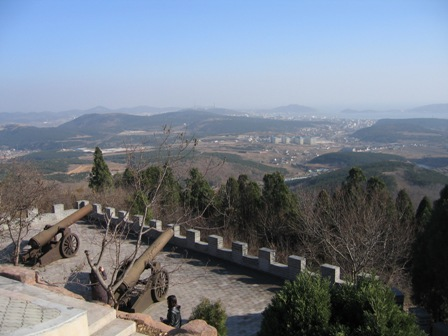
Port Arthur văzut de pe vârful Dealului de 203 Metri, noiembrie 2004

Apărătorii ruși cantonați pe vârful Dealului de 203 Metri erau sub comanda colonelului Tretiakov, și s-au organizat în cinci companii de infanterie cu detașamente de mitraliere, o companie de geniu, câțiva marinari și o baterie de artilerie. Fortificațiile dealului, deși afectate de atacurile anterioare, rămăseseră în mare parte intacte. Pe lângă structurile defensive naturale de pe pozițiile înalte străjuite de pante abrupte, el era protejat de o redută masivă și două turnuri, fiind complet înconjurată de garduri de sârmă ghimpată electrică. El era legat și de fortărețele învecinate de pe Dealul Fals și de pe Akasakayama prin tranșee. Numele de „Dealul de 203 Metri” este unul nepotrivit, el fiind format din două culmi (una de 203 metri și cealaltă de 210 metri, aflate la 140 metri distanță una de alta) legate printr-o creastă abruptă. În vârful culmii de 203 metri se afla postul rusesc fortificat de comandă din beton.
După cele două înfrângeri costisitoare în tentativele de a cuceri Dealul de 203 Metri în octombrie, Nogi a scăpat de curtea marțială doar prin intervenția personală a Împăratului Meiji. Mareșalul Oyama Iwao considera, însă, intolerabilă permanenta indisponibilitate a Armatei a Treia, și l-a trimis pe generalul Kodama Gentaro să pună presiuni pe Nogi fie să treacă la acțiuni drastice, fie să-l înlăture de la comandă. Astfel, Nogi nu a avut de ales decât să mai încerce un asalt final asupra Dealului de 203 Metri, de această dată indiferent de costuri.
În acest moment, după săptămâni de săpături, japonezii au ajuns sub perimetrul defensiv principal și la 26 noiembrie 1904, (în aceeași zi în care flota rusească a Mării Baltice ajungea în Oceanul Indian), Nogi a ordonat forțelor sale să-și reia atacurile. Asaltul frontal direct asupra redutelor Erhlung și Sungshu au fost din nou respinse de ruși. Oficial, japonezii au pierdut 4.000 de oameni. Generalul rus Roman Kondratenko a amplasat lunetiști cu ordine să tragă în soldații care și-ar fi abandonat postul.
La ora 08:30 în ziua de 28 noiembrie 1904, cu suport masiv de artilerie, soldații japonezi au încercat din nou un asalt asupra dealului Akasakayama și a celui de 203 Metri. Peste 1.000 de obuze de 230 kg au fost trase din obuzierele de 280 mm într-o singură zi pentru a susține atacurile. Până dimineața, japonezii au ajuns până la linia rusească de sârmă ghimpată și au păstrat pozițiile de-a lungul întregii zile, în timp ce artileria le oferea foc de acoperire. Japonezii au pierdut mulți oameni, deoarece rușii erau bine poziționați și puteau folosi mitraliere și grenade de mână împotriva grupurilor dense de soldați japonezi.
Bătălia a continuat în următoarele zile cu lupte grele corp la corp. În cele din urmă, la ora 10:30 în ziua de 5 decembrie 1904, după un alt masiv bombardament de artilerie, japonezii au reușit să cucerească Dealul de 203 Metri, unde au găsit doar o mână de soldați în viață. Rușii au lansat două contraatacuri pentru recucerirea dealului, ambele eșuate și, la ora 17:00, Dealul de 203 Metri era sub control japonez.
Pentru Japonia, costurile capturării acestui reper au fost mari, cu peste 8.000 de morți și răniți numai în asaltul final. Pentru generalul Nogi, costul capturării Dealului de 203 Metri a fost și mai mare, întrucât ultimul său fiu rămas în viață a murit în timpul asaltului. Rușii, cu maxim 1500 de oameni pe deal, au pierdut și ei 6.000 de oameni, morți și răniți.

### Distrugerea flotei rusești a Pacificului

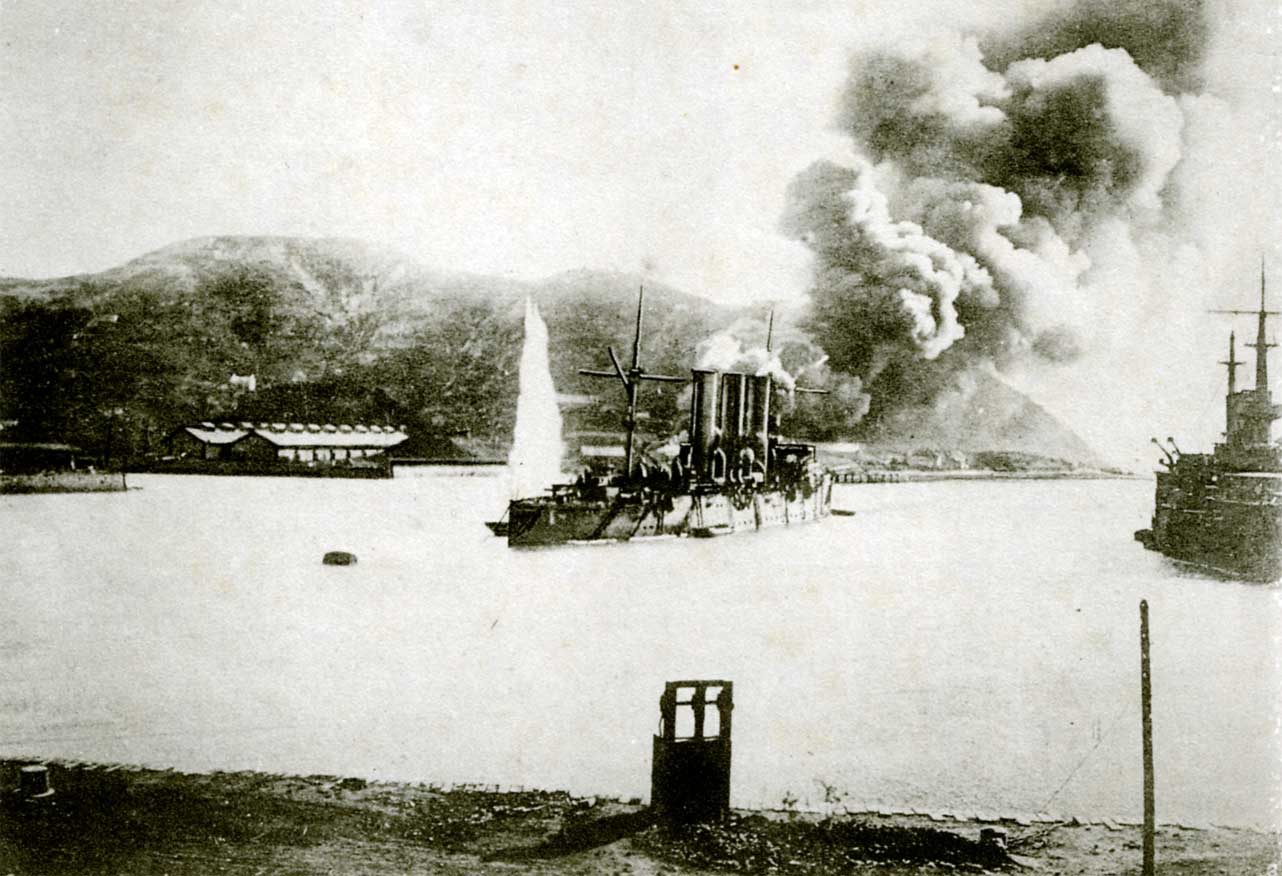
Incendiu la Depozitul de Petrol

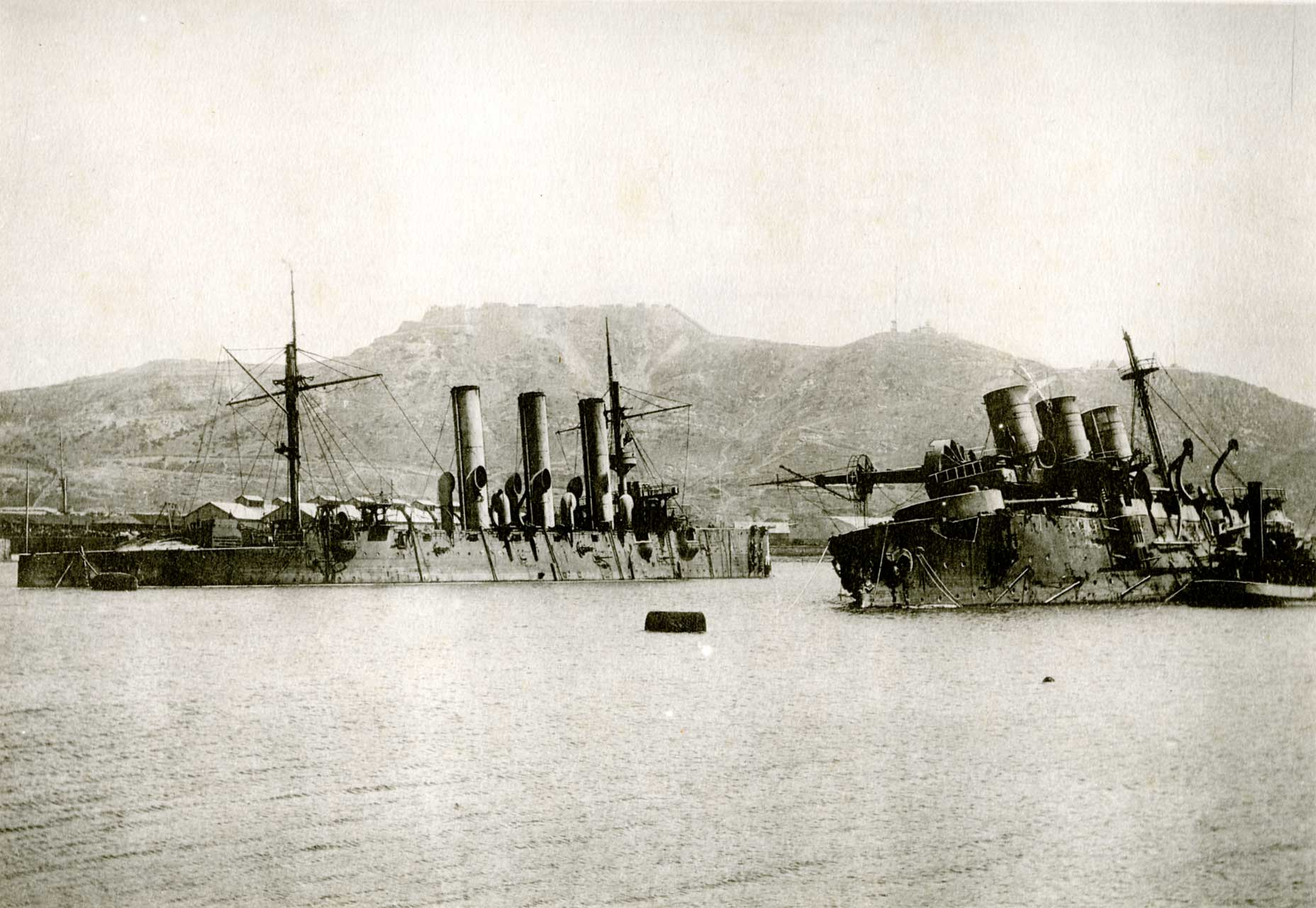
Pallada şi Pobeda

De la înălțimea Dealului de 203 Metri de unde se vedea bine limanul Port Arthur, Nogi a putut bombarda flota rusească cu ajutorul obuzierelor grele cu calibrul de 280 mm cu obuze de 230 kg. Odată aduse aici, acestea au început să scufunde sistematic navele rusești din raza lor de acțiune.
La 5 decembrie 1904, a fost distrusă nava de luptă Poltava urmată de Retvizan la 7 decembrie 1904, apoi de Pobeda și Peresviet și de crucișătoarele Pallada și Bayan la 9 decembrie 1904. Nava Sevastopol, deși lovită de 5 ori de obuze de 280 mm, a reușit să iasă din raza de acțiune a artileriei. Umilit de faptul că flota rusească a Pacificului a fost scufundată de armata terestră și nu de marină, și având ordin direct de la Tokyo ca Sevastopol să nu scape, amiralul Togo a trimis val după val de distrugătoare în șase atacuri diferite asupra ultimei nave rusești rămase. După 3 săptămâni, Sevastopol încă plutea, după ce a rezistat la 124 de torpile și după ce a scufundat două distrugătoare japoneze și a avariat șase altele. Între timp, japonezii au pierdut crucișătorul Takasago din cauza unei mine marine din afara limanului.
În noaptea de 2 ianuarie 1905, după ce Port Arthur a capitulat, căpitanul Nikolai Essen de pe Sevastopol a scufundat nava grav avariată în apa adâncă de 55 m deschizând valvele dintr-o parte, ca nava să se scufunde pe o parte și să nu mai poată fi salvată de japonezi.

### Capitularea

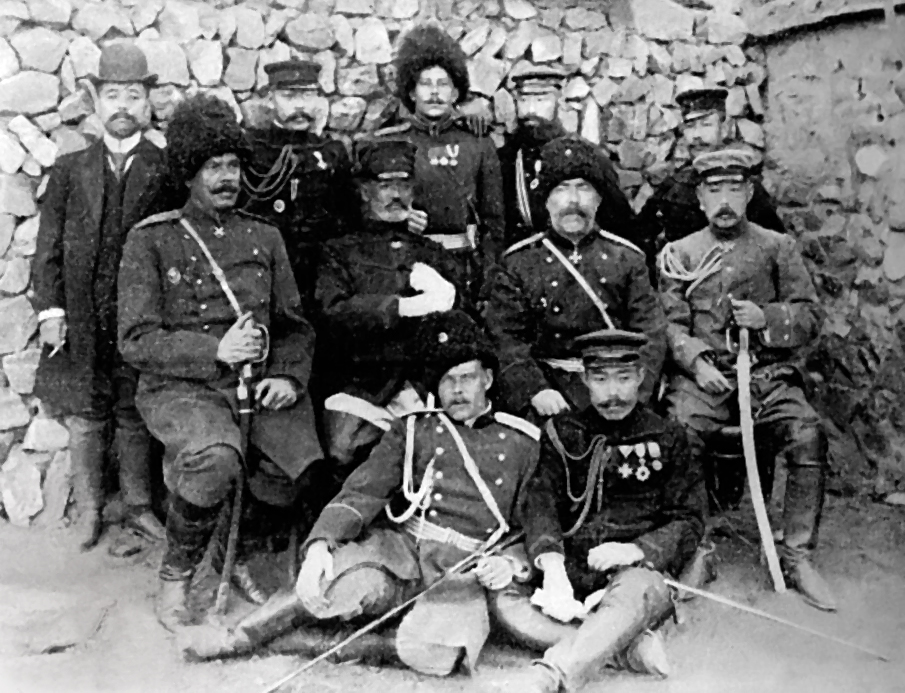
Nogi (centru-stânga), Stessel (centru-dreapta) şi statele lor majore.

În urma pierderii de către ruși a flotei Pacificului, rațiunea păstrării Portului Arthur a fost pusă la îndoială de Stessel și Foch într-o ședință la 8 decembrie 1904, dar ideea capitulării a fost respinsă de ceilalți ofițeri. Japonezii au continuat luptele în tranșee. După moartea generalului Kondratenko la 15 decembrie 1904 la reduta Chikuan, Stessel l-a numit pe incompetentul Foch în locul său. La 18 decembrie 1904, japonezii au detonat o mină de 1.800 kg sub reduta Chikuan, care a căzut în acea noapte. La 28 decembrie 1904, au fost detonate minele de sub reduta Erhlung distrugând-o și pe aceasta.
La 31 decembrie 1904, o serie de mine au fost detonate sub reduta Sungshu, singura fortificație rămasă, care a capitulat în aceeași zi. La 1 ianuarie 1905, Wantai a căzut în mâinile japonezilor. În aceeași zi, Stessel și Foch au trimis mesaj generalului Nogi, în care se ofereau să capituleze. Niciunul dintre ofițerii superiori ruși nu a fost consultat, și Smirnov și Tretiakov au fost indignați. Capitularea a fost acceptată și semnată la 5 ianuarie 1905 în suburbia nordică Shuishiying.
Astfel, garnizoana rusească a fost luată prizonieră, iar civililor li s-a permis să plece, în timp ce ofițerii ruși au avut de ales între a fi luați și ei prizonieri și a fi eliberați sub cuvântul că nu vor mai participa la război. În total, 868 de ofițeri, 23.491 de soldați și 9.000 de marinari, împreună cu 16.000 de bolnavi și răniți s-au predat japonezilor. Victimele japoneze au fost estimate ulterior la 57.780 morți, răniți și dispăruți.
Japonezii au fost uimiți când au constatat cât de multe provizii și muniții rămăseseră în Port Arthur, ceea ce însemna că Stessel s-a predat cu mult înainte ca lupta să fie încheiată. Stessel, Foch și Smirnov au fost judecați la curtea marțială la întoarcerea la Sankt Petersburg.
Nogi, după ce a lăsat o garnizoană în Port Arthur, a condus restul armatei de 120.000 de oameni spre nord pentru a face joncțiunea cu mareșalul Oyama la bătălia de la Mukden.

## Urmări

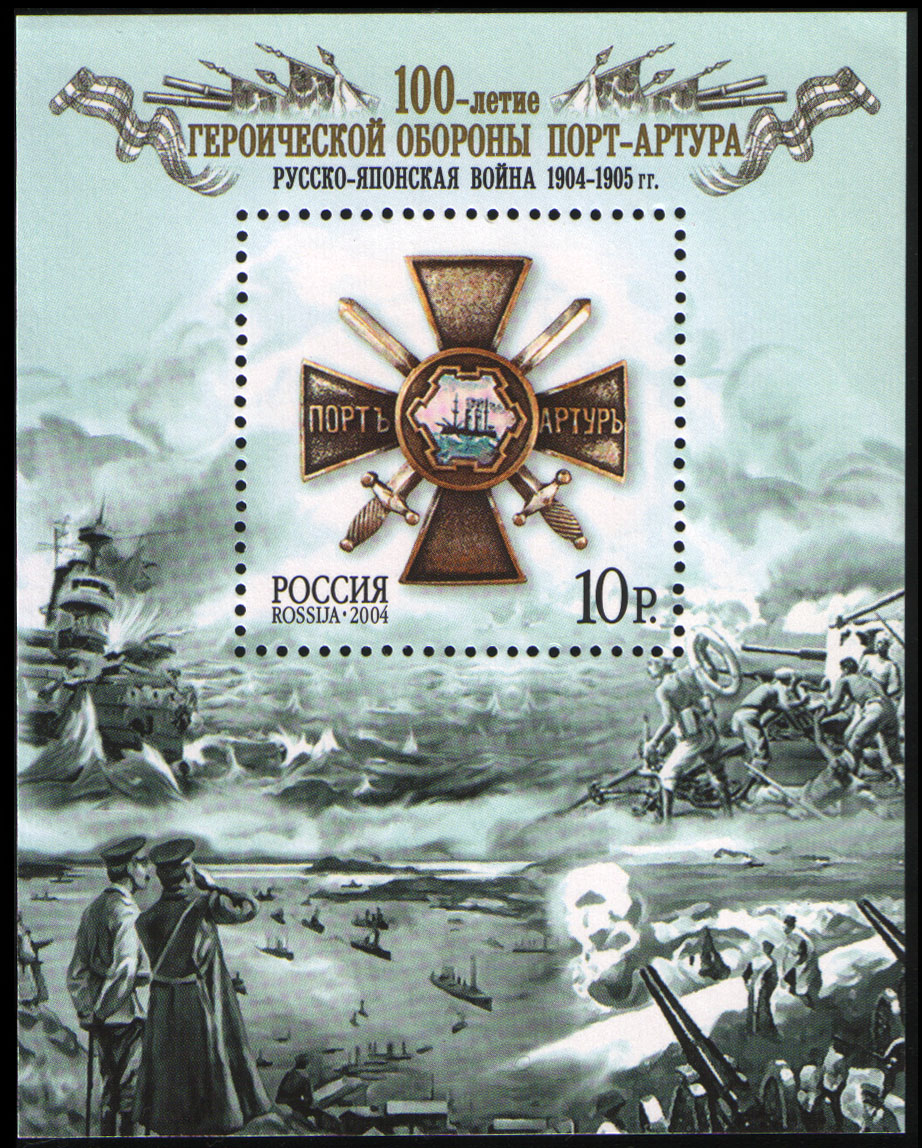
Timbru rusesc „A 100-a aniversare a asediului de la Port Arthur” cu decorația militară, Crucea Asediului de la Port Arthur, 2004

Faptul că japonezii au capturat Port Arthur și că ulterior au câștigat bătălia de la Mukden și bătălia de la Tsushima l-a determinat pe președintele SUA Theodore Roosevelt să depună eforturi pentru a arbitra un tratat de pace, care a avut ca rezultat tratatul de la Portsmouth, prin care s-a pus capăt Războiului Ruso-Japonez. Pierderea războiului în 1905 a dus și la puternica destabilizare a situației din Imperiul Rus, (vezi Revoluția rusă din 1905) inclusiv la reforma constituțională care a dus la înființarea Dumei.